# Storia della teoria dei gruppi
La teoria dei gruppi ha tre radici storiche: la teoria delle equazioni algebriche, la teoria dei numeri e la geometria.
Eulero, Gauss, Lagrange, Abel e Galois sono stati i primi a indagare nell'area delle teoria dei gruppi. Galois ha il merito di essere stato il primo matematico a stabilire un collegamento fra teoria dei gruppi e teoria dei campi con quella che ora viene chiamata teoria di Galois.
Una prima sorgente si trova nel problema di costruire un'equazione di grado m che abbia come radici m delle radici di una data equazione di grado n. Per i casi più semplici, questo problema è stato affrontato da Johann Hudde (1659). Nicholas Saunderson nel 1740 ha osservato che la determinazione dei fattori quadratici di una espressione biquadratica conduce necessariamente a un'equazione sestica; Le Sœur (1748) ed Edward Waring (dal 1762 al 1782) hanno sviluppato ulteriormente tale idea.
Un fondamento comune per la teoria delle equazioni sulla base del gruppo delle permutazioni fu trovato da Lagrange (1770, 1771) e su di esso è stata costruita la teoria delle sostituzioni. Egli ha scoperto che le radici di tutti i risolventi  (résolvantes, réduites) che ha esaminato sono funzioni razionali delle radici delle rispettive equazioni. Per studiare le proprietà di queste funzioni ha sviluppato un Calcul des Combinaisons. Il lavoro contemporaneo di Alexandre Vandermonde (1770) ha contribuito a far intravedere la teoria che si stava per costituire.
Paolo Ruffini nel 1799 ha tentato di precisare una dimostrazione dell'impossibilità di risolvere le equazioni di grado superiore o uguale al quinto. Ruffini ha chiarito le distinzioni fra quelli che ora si chiamano gruppo transitivo e quelli che ora si chiamano gruppi primitivi e gruppi imprimitivi e nel 1801 si è servito del gruppo di un'equazione chiamandolo assieme della permutazioni. Ruffini ha inoltre pubblicato una lettera, inviatagli da Pietro Abbati Marescotti, nella quale l'idea di gruppo veniva posta in primo piano.
Galois ha scoperto che se {\displaystyle r_{1},r_{2},\ldots r_{n}} sono le {\displaystyle n} radici di un'equazione, c'è sempre un gruppo di permutazioni di questi {\displaystyle r_{j}} tale che: (1) ogni funzione delle radici invariante per le sostituzioni del gruppo è razionalmente conosciuta;  (2), viceversa ogni funzione razionalmente determinabile delle radici è invariante rispetto alle sostituzioni del gruppo. Galois ha anche contribuito alla teoria delle equazioni modulari e a quella delle funzioni ellittiche. La sua prima pubblicazione sulla teoria dei gruppi l'ha fatta nel 1829 da diciottenne, ma i suoi contributi hanno attirato scarsa attenzione prima della pubblicazione della collezione dei suoi scritti nel 1846 per merito di Liouville (Vol. XI).
Arthur Cayley e Augustin-Louis Cauchy furono tra i primi a riconoscere l'importanza della teoria; soprattutto a Cauchy sono dovuti molti importanti teoremi di base. Questo argomento è stato popolarizzato da Joseph Serret, che ha dedicato alla teoria dei gruppi la IV sezione della sua algebra, da Camille Jordan, al quale si deve il classico Traité des Substitutions, e a Eugen Netto che ha pubblicato nel 1882 un testo tradotto nel 1892 in inglese da Frank Cole. Altri gruppisti, cioè cultori della teoria dei gruppi, del XIX secolo sono stati Joseph Bertrand, Charles Hermite, Ferdinand Georg Frobenius, Leopold Kronecker e Émile Mathieu.
La moderna definizione di gruppo è stata data da Walther von Dyck nel 1882.
Lo studio di quelli che ora sono chiamati gruppi di Lie e dei loro sottogruppi discreti, trattati come gruppi di trasformazioni, è stato incominciato sistematicamente da Sophus Lie nel 1884; sono seguiti i lavori di Wilhelm Killing, Study, Issai Schur e Ludwig Maurer. La teoria discontinua (v. gruppo discreto) fu edificata da Felix Klein, Sophus Lie, Henri Poincaré ed Émile Picard, soprattutto in connessione con le forme modulari e la monodromia.
Tra gli altri importanti matematici in quest'area sono da citare Emil Artin, Emmy Noether e Ludwig Sylow.
Nella seconda metà del XX secolo si è avuto lo sviluppo sistematico della teoria dei gruppi finiti che ha consentito di ottenere una classificazione dei gruppi finiti semplici quasi completa nel 1982. Figure chiave di questa impresa che ha coinvolto molte decine di ricercatori sono Daniel Gorenstein, John Griggs Thompson e Michael Aschbacher. A questo e a simili sviluppi hanno dato un notevole contributo le indagini sperimentali effettuata con computer di elevata potenza e sistemi software molto articolati (CAS) sui gruppi finiti e sulle altre strutture algebriche e combinatorie collegate con tali gruppi.